# Suzanne Rayappan
Suzanne Rayappan (* 18. Mai 1981 in Hitchin) ist eine englische Badmintonspielerin. 

## Karriere
Suzanne Rayappan gewann im Alter von 18 Jahren bereits die Czech International. 2001 siegte sie bei den Bulgarian International und den Spanish International. Ein Jahr später war sie bei den Dutch International, Canadian Open und den Irish Open erfolgreich. Ihr letzter großer Erfolg datiert von den Portugal International 2007.

## Sportliche Erfolge
| Saison | Veranstaltung                             | Disziplin   | Platz | Name                              |
| ------ | ----------------------------------------- | ----------- | ----- | --------------------------------- |
| 1999   | Czech International                       | Damendoppel | 1     | Liza Parker / Suzanne Rayappan    |
| 1999   | Junioren-Europameisterschaft              | Damendoppel | 3     | Liza Parker / Suzanne Rayappan    |
| 1999   | England: Einzelmeisterschaft der Junioren | Damendoppel | 1     | Liza Parker / Suzanne Rayappan    |
| 2000   | England: Einzelmeisterschaft der Junioren | Damendoppel | 1     | Suzanne Rayappan / Sally Spendiff |
| 2000   | England: Einzelmeisterschaft der Junioren | Mixed       | 1     | Ian Palethorpe / Suzanne Rayappan |
| 2001   | Bulgarian International                   | Damendoppel | 1     | Liza Parker / Suzanne Rayappan    |
| 2001   | Spanish International                     | Mixed       | 1     | Peter Jeffrey / Suzanne Rayappan  |
| 2001   | Welsh International                       | Damendoppel | 2     | Liza Parker / Suzanne Rayappan    |
| 2002   | Dutch International                       | Mixed       | 1     | Peter Jeffrey / Suzanne Rayappan  |
| 2002   | Canadian Open                             | Damendoppel | 1     | Lisa Parker / Suzanne Rayappan    |
| 2002   | Irish Open                                | Mixed       | 1     | Peter Jeffrey / Suzanne Rayappan  |
| 2004   | Iceland International                     | Damendoppel | 1     | Lisa Parker / Suzanne Rayappan    |
| 2004   | Norwegian International                   | Damendoppel | 1     | Liza Parker / Suzanne Rayappan    |
| 2004   | Canadian Open                             | Damendoppel | 1     | Lisa Parker / Suzanne Rayappan    |
| 2006   | Slovak International                      | Damendoppel | 1     | Suzanne Rayappan / Sarah Bok      |
| 2006   | Slovak International                      | Mixed       | 1     | Sun Jun / Suzanne Rayappan        |
| 2007   | Portugal International                    | Damendoppel | 1     | Jenny Wallwork / Suzanne Rayappan |